# Elina Avanesjan

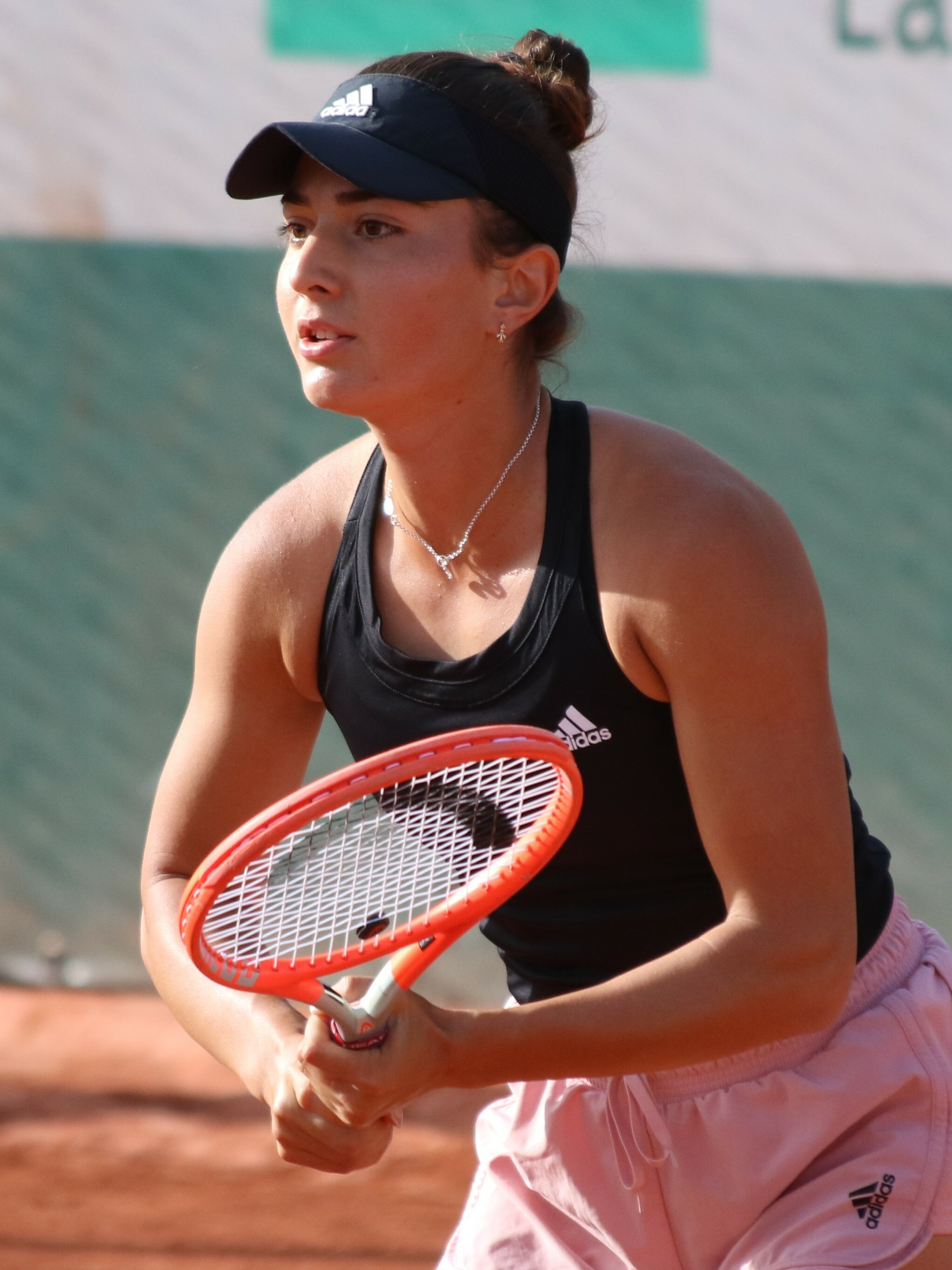
Roland Garros 2022 (kwalificatie)

Elina Araratovna Avanesjan (Pjatigorsk, 17 september 2002) is een in Rusland geboren tennisspeelster van Armeense afkomst. Avanesjan begon met tennis toen zij zes jaar oud was. Haar favoriete ondergrond is gravel. Zij speelt rechtshandig en heeft een tweehandige backhand. Zij is actief in het internationale tennis sinds 2017. In augustus 2024 werd haar Armeense nationaliteit bekendgemaakt. Sinds 5 augustus 2024 staat zij op de WTA-website en op de ITF-website geregistreerd als Armeens.

## Persoonlijk
Avanesjan heeft Armeense ouders, die in 1992 zijn gevlucht uit Nagorno-Karabach. Zij woont en traint in Spanje.

## Loopbaan

### Enkelspel
Avanesjan debuteerde in 2017 op het ITF-toernooi van Moskou (Rusland). Zij stond in 2019 voor het eerst in een finale, op het ITF-toernooi van Moskou (Rusland) – zij verloor van landgenote Amina Ansjba. Een maand later veroverde Avanesjan haar eerste titel, op het ITF-toernooi van Shymkent (Kazachstan), door de Servische Tamara Čurović te verslaan. Tot op heden(maart 2025) won zij vijf ITF-titels, de meest recente in 2023 op het $100k-toernooi in Wiesbaden (Duitsland).
In 2021 speelde Avanesjan voor het eerst op een WTA-hoofdtoernooi, op het toernooi van Buenos Aires – zij bereikte er de tweede ronde. In 2022 bereikte zij de kwartfinale, in Bogota.
In augustus 2022 kwalificeerde zij zich voor een grandslamtoernooi, op het US Open.
In 2023 bereikte Avanesjan als lucky loser op Roland Garros de vierde ronde – daarmee maakte zij haar entrée tot de top 100 van de wereldranglijst.
Avanesjan stond in juli 2024 voor het eerst in een WTA-finale, op het toernooi van Iași – zij verloor van Mirra Andrejeva. In september kwam zij binnen op de top 50.
Haar hoogste notering op de WTA-ranglijst is de 36e plaats, die zij bereikte in maart 2025.

### Dubbelspel
Avanesjan was in het dubbelspel minder actief dan in het enkelspel. Zij debuteerde in 2017 op het ITF-toernooi van Moskou (Rusland), samen met landgenote Avelina Sajfetdinova – zij stootten meteen door naar de finale, die zij verloren van het Wit-Russische duo Ilona Kremen en Iryna Sjymanovitsj. In 2019 veroverde Avanesjan haar eerste titel, op het ITF-toernooi van Moskou (Rusland), samen met landgenote Taisja Patsjkaleva, door het duo Jekaterina Makarova en Svjatlana Pirazjenka te verslaan. Tot op heden(maart 2025) won zij negen ITF-titels, de meest recente in 2021 in San Bartolomé (Spanje).
In 2021 speelde Avanesjan voor het eerst op een WTA-hoofdtoernooi, op het toernooi van Montevideo, samen met de Argentijnse Victoria Bosio – zij bereikten er de halve finale. Ook op het WTA-toernooi van Båstad 2022, waar zij de Zweedse Caijsa Hennemann aan haar zijde had, bereikte zij de halve finale.
Op het US Open 2023 had Avanesjan haar dubbelspeldebuut op de grandslamtoernooien, doordat zij samen met landgenote Kamilla Rachimova als alternate mocht meedoen – zij bereikten er meteen de derde ronde, door onder meer Ljoedmyla Kitsjenok en Jeļena Ostapenko te verslaan.

## Posities op deWTA-ranglijst
Positie per einde seizoen:
| jaar | rang enkelspel | rang dubbelspel |
| ---- | -------------- | --------------- |
| 2019 | 743            | 696             |
| 2020 | 720            | 732             |
| 2021 | 261            | 424             |
| 2022 | 134            | 353             |
| 2023 | 75             | 291             |
| 2024 | 44             | 269             |

## Palmares
| Legenda                 |
| ----------------------- |
| Grandslamtoernooi       |
| Olympische Spelen       |
| Year-End Championships  |
| Premier Mandatory       |
| Premier Five / WTA 1000 |
| Premier / WTA 500       |
| International / WTA 250 |
| Challenger / WTA 125    |

### WTA-finaleplaatsen enkelspel
| nr.              | finale     | toernooi | ondergrond | tegenstandster  | score               |         |
| ---------------- | ---------- | -------- | ---------- | --------------- | ------------------- | ------- |
| gewonnen finales |            |          |            |                 |                     |         |
| geen             |            |          |            |                 |                     |         |
| verloren finales |            |          |            |                 |                     |         |
| 1.               | 2024-07-26 | WTA Iași | gravel     | Mirra Andrejeva | 7-5, 5-7, 0-4, opg. | details |

### Gewonnen ITF-toernooien enkelspel
| nr. | finale     | toernooi  | dotatie   | ondergrond | tegenstandster in finale | score         |
| --- | ---------- | --------- | --------- | ---------- | ------------------------ | ------------- |
| 1.  | 2019-09-22 | Shymkent  | $ 15.000  | gravel     | Tamara Čurović           | 6-2, 7-5      |
| 2.  | 2021-04-18 | Caïro     | $ 15.000  | gravel     | Eri Shimizu              | 6-1, 6-0      |
| 3.  | 2021-05-02 | Caïro     | $ 15.000  | gravel     | Zjibek Koelambajeva      | 3-6, 6-4, 6-4 |
| 4.  | 2021-08-01 | Versmold  | $ 60.000  | gravel     | Federica Di Sarra        | 6-7, 6-2, 6-2 |
| 5.  | 2023-05-07 | Wiesbaden | $ 100.000 | gravel     | Jaimee Fourlis           | 6-2, 6-0      |

## Resultaten grandslamtoernooien
| Legenda | Legenda                          |
| ------- | -------------------------------- |
| g.t.    | geen toernooi gehouden           |
| l.c.    | lagere categorie                 |
| –       | niet deelgenomen                 |
| G       | uitgeschakeld in de groepsfase   |
| 1R      | uitgeschakeld in de eerste ronde |
| 2R      | uitgeschakeld in de tweede ronde |
| 3R      | uitgeschakeld in de derde ronde  |
| 4R      | uitgeschakeld in de vierde ronde |
| KF      | uitgeschakeld in de kwartfinale  |
| HF      | uitgeschakeld in de halve finale |
| F       | de finale verloren               |
| W       | het toernooi gewonnen            |
| w-v     | winst/verlies-balans             |

### Enkelspel
| toernooi        | 2022 | 2023 | 2024 | 2025 |
| --------------- | ---- | ---- | ---- | ---- |
| Australian Open | –    | –    | 3R   | 1R   |
| Roland Garros   | –    | 4R   | 4R   |      |
| Wimbledon       | –    | –    | 2R   |      |
| US Open         | 1R   | 2R   | 1R   |      |

### Vrouwendubbelspel
| toernooi        | 2023 | 2024 |
| --------------- | ---- | ---- |
| Australian Open | –    | 2R   |
| Roland Garros   | –    | 2R   |
| Wimbledon       | –    | 1R   |
| US Open         | 3R   | 1R   |